# Guerre entre le Liberia et le peuple Grebo
 (avril 2025).
La guerre entre le Liberia et le peuple Grebo, ou simplement guerre de Grebo, est un conflit armé opposant le gouvernement libérien au peuple indigène Grebo.

## Contexte
Depuis la création de la colonie de Cape Palmas en 1857, des tensions existent entre le peuple Grebo et le gouvernement du Liberia, dominé par les américano-libériens (descendants d'afro-américains libérés qui se sont installés au Liberia dans le cadre du mouvement de retour en Afrique). Les efforts de réconciliation sont largement infructueux, et les Grebo refusent de s'intégrer aux structures économiques et sociales de l'État libérien. L'utilisation agressive des missionnaires méthodistes et épiscopaliens aliène également de nombreux Grebos. Motivés par le nationalisme et le séparatisme ethnique, les Grebos tentent d'établir le "Royaume réunifié des G'debos".

## Guerre
Les Grebos, forts de 30 000 hommes armés retranchés au cap Palmas et le long de la rivière Cavally, déclarent la guerre au gouvernement libérien pour avoir confisqué leurs terres sous l'égide de la Maryland State Colonization Society (en). L'armée gouvernementale libérienne, cependant, ne compte qu'environ 1 000 hommes, avec un ravitaillement limité et des effectifs inadaptés au terrain par rapport aux Grebos.
La première grande bataille de la guerre a lieu le 8 septembre 1875, lorsque des hommes de la tribu Grebo, armés de fusils Snyder, attaquent le cap Palmas. L'attaque est repoussée, et six libériens sont tués.
Le 11 octobre 1875, le ministre des États-Unis au Libéria, James Milton Turner (en), adresse une lettre au Département d'État américain, plaidant pour l'implication des États-Unis dans la guerre, compte tenu des risques pour les citoyens et les biens américains, soulignant que "les deux tiers des intérêts commerciaux américains au Libéria sont situés dans le comté de Maryland". À la mi-décembre 1875, le président américain Ulysses S. Grant ordonne l'envoi d'un navire de guerre pour faire une démonstration de force et mettre fin à la guerre.
Le 3 février 1876, l'USS Alaska (en) arrive à Monrovia. À son bord, le capitaine Alexander Alderman Semmes (en) rassemble les chefs de la rébellion de Grebo et les informe que les États-Unis sont prêts à employer toute la force pour les mater. Lorsqu'ils se plaignent que les concessions foncières reçues sont trop petites, Semmes répond : "C'est plus que ce que nous avons donné aux indiens pour leurs terres."
Le 1er mars 1876, les Grebos signent un traité de paix, acceptant de reconnaître "pleinement et sans équivoque" l'autorité du gouvernement libérien, mettant ainsi fin à la rébellion.

## Traité de paix
Avec le traité de paix, les Grebos acceptent "de reconnaître pleinement et sans équivoque la suprématie du gouvernement du Libéria et acceptent de se soumettre à ses lois." Le commandant américain a également promis d'obtenir pour les Grebos la citoyenneté libérienne afin qu'ils puissent commercer sans intermédiaires.